# Frederick Drew Gregory
Frederick Drew Gregory (Washington, 1941. január 4.–) az első afroamerikai  pilóta/parancsnok űrhajós, ezredes.

## Életpálya
1964-ben a Haditengerészet Akadémiáján (USAF) szerzett oklevelet. A vietnámi háborúban 550 harci bevetésen vett részt. Tesztpilóta képzést kapott 1977-ben a George Washington Egyetemen diplomázott.
1978. január 16-tól a Lyndon B. Johnson Űrközpontban részesült űrhajóskiképzésben. Kiképzett űrhajósként tagja volt az STS–1 és  STS–2 támogató (tanácsadó, problémamegoldó) csapatának. Több vezető beosztást látott el: az Űrhajós Iroda képviselője, 1992-2001 között a NASA Headquarters vezetője Washingtonban, tagja az Orbiter Configuration Control Board csoportnak,  2002-2005 között a NASA helyettes vezetője. Három űrszolgálata alatt összesen 18 napot, 23 órát és 4 percet (456 óra) töltött a világűrben. Űrhajós pályafutását 1993 áprilisában fejezte be.

## Űrrepülések
- STS–51–B, a Challenger űrrepülőgép 7. repülésének pilótája. Első űrszolgálata alatt összesen 7 napot, 00 órát, 8 percet és 46 másodpercet (168 óra) töltött a világűrben. 4 651 621 kilométert (2 890 383 mérföldet) repült, 111 alkalommal kerülte meg a Földet.
- STS–33, a Discovery űrrepülőgép 9. repülésének parancsnoka. Az Amerikai Védelmi Minisztérium megbízásából indított Space Shuttle repülés. Egy űrszolgálata alatt összesen 5 napot, 00 órát és 6 percet (120 óra) töltött a világűrben. 3 400 000 kilométert (2 100 000 mérföldet) repült, 79 kerülte meg a Földet.
- STS–44, az Atlantis űrrepülőgép 10. repülésének parancsnoka. Az Amerikai Védelmi Minisztérium megbízásából indított űrrepülés. Pályairányba helyezték a Defense Support Program (DSP) műholdját. Egy űrszolgálata alatt összesen 6 napot, 22 órát és 50 percet (167 óra) töltött a világűrben. 4 651 112 kilométert (2 890 067 mérföldet) repült, 110 kerülte meg a Földet.